# Elecciones presidenciales de Corea del Sur de 1987
Las elecciones presidenciales de Corea del Sur de 1987 se celebraron el miércoles 16 de diciembre de 1987. Fueron las primeras elecciones democráticas desde 1971 y marcaron el inicio de la sexta república, siendo la tasa de participación del 89,2 %.
El ganador fue Roh Tae-woo presidente del Partido de la Justicia Democrática (del coreano: 민주정의당).

## Resultados
| Partido                                 | Candidato     | Votos      | %     | %    |
| --------------------------------------- | ------------- | ---------- | ----- | ---- |
| Partido de la Justicia Democrática      | Roh Tae-woo   | 8.282.738  | 36.6% |      |
| Partido Democrático de la Reunificación | Kim Young-sam | 6.337.581  | 28.0% |      |
| Partido por la Paz y la Democracia      | Kim Dae-jung  | 6.113.375  | 27.0% |      |
| Nuevo Partido Democrático Republicano   | Kim Jong-pil  | 1.823.067  | 8.1%  |      |
| Partido Coreano                         | Shin Jung Il  | 46.650     | 0.2%  | 0.2% |
| Total                                   | Total         | 23.066.419 | 100%  | 100% |